# Новогородецьке
Новогороде́цьке — село в Україні, у Житомирському районі Житомирської області. Входить до складу Старосілецької сільської громади. Населення становить 129 осіб.

## Населення

### Мова
Розподіл населення за рідною мовою за даними перепису 2001 року:
| Мова       | Кількість | Відсоток |
| ---------- | --------- | -------- |
| українська | 129       | 100%     |